# Trigomphus interruptus
Trigomphus interruptus är en trollsländeart som först beskrevs av Selys 1854.  Trigomphus interruptus ingår i släktet Trigomphus och familjen flodtrollsländor. Inga underarter finns listade i Catalogue of Life.